# Idriss Carlos Kameni
Idriss Carlos Kameni (ur. 18 lutego 1984 w Douali) – kameruński piłkarz występujący na pozycji bramkarza.

## Kariera klubowa
Karierę rozpoczynał w kameruńskim Union Club Yaoundé. W 1996 roku przeniósł się do Kadji Sports Academy Douala. Zdobycie złotego medalu olimpijskiego w 2000 roku zaowocowało przeniesieniem się do francuskiego Le Havre AC. W sezonie 2001/2002 został wypożyczony do Juventusu na pół roku, jednak nie rozegrał w pierwszym składzie ani jednego meczu, z powodu zbyt młodego wieku. Zimą wrócił do Le Havre i zaliczył dwa mecze w wyjściowej jedenastce. Sezon 2002/2003 również zaliczył do połowy, a zimą został wypożyczony do AS Saint-Étienne, a w 2003 po raz kolejny wrócił do Le Havre, skąd odszedł w przerwie zimowej, w czasie której Kameni wyjechał do Anglii. Jego nowym klubem został Wolverhampton Wanderers, który spadł do drugiej ligi. Sezon później został pierwszym bramkarzem Espanyolu Barcelona. W Primera División debiutował w pierwszej kolejce sezonu 2004/2005, podczas meczu z Deportivo La Coruna, zremisowanego 1:1 (Carlos Idriss został zmieniony w 69 minucie). W 2006 roku zdobył Copa del Rey, czyli Puchar Króla Hiszpanii. Trenerem bramkarzy w Espanyolu jest były bramkarz reprezentacji Kamerunu, Thomas N’Kono.
| Sezon   | Klub               | Kraj      | Rozgrywki        | Mecze |
| ------- | ------------------ | --------- | ---------------- | ----- |
| 2000/01 | Le Havre AC        | Francja   | Ligue 2          | 0     |
| 2001/02 | Le Havre AC        | Francja   | Ligue 2          | 2     |
| 2002/03 | Le Havre AC        | Francja   | Ligue 2          | 0     |
| 2002/03 | AS Saint-Étienne   | Francja   | Ligue 2          | 0     |
| 2003/04 | Le Havre AC        | Francja   | Ligue 2          | 0     |
| 2004/05 | Espanyol Barcelona | Hiszpania | Primera División | 38    |
| 2005/06 | Espanyol Barcelona | Hiszpania | Primera División | 17    |
| 2006/07 | Espanyol Barcelona | Hiszpania | Primera División | 36    |
| 2007/08 | Espanyol Barcelona | Hiszpania | Primera División | 29    |
| 2008/09 | Espanyol Barcelona | Hiszpania | Primera División | 25    |
| 2009/10 | Espanyol Barcelona | Hiszpania | Primera División | 31    |
| 2010/11 | Espanyol Barcelona | Hiszpania | Primera División | 35    |
| 2010/11 | Espanyol Barcelona | Hiszpania | Primera División | 33    |
| 2011/12 | Málaga CF          | Hiszpania | Primera División | 9     |
| 2012/13 | Málaga CF          | Hiszpania | Primera División | 3     |
| 2013/14 | Málaga CF          | Hiszpania | Primera División | 0     |
| 2014/15 | Málaga CF          | Hiszpania | Primera División | 38    |
| 2015/16 | Málaga CF          | Hiszpania | Primera División | 28    |
| 2016/17 | Málaga CF          | Hiszpania | Primera División | 35    |
| 2017/18 | Fenerbahçe SK      | Turcja    | Süper Lig        | 3     |

## Kariera reprezentacyjna
W 2000 roku grał na Igrzyskach Olimpijskich w Sydney, kiedy to „Nieposkromione Lwy” pokonały Hiszpanię 5:3 w karnych, 2:2 w regulaminowym czasie. Warto dodać, że piłkarze z Afryki przegrywali 2:0 i musieli odrabiać straty, co im się udało. W 2002 roku zdobył ze swoją reprezentacją złoty medal na Pucharze Narodów Afryki. Przez cały ten turniej był jedynie rezerwowym. Kameni ma za sobą udział w Mistrzostwach Świata 2002, jednak nie rozegrał na nich ani jednego meczu. W 2003 roku zagrał 4 mecze podczas Pucharu Konfederacji, na którym Kamerun zajął drugie miejsce, przegrywając w finale z Francją 0:1, dopiero po dogrywce. Kameni wziął udział w Pucharze Narodów Afryki 2004, a jego reprezentacja przegrała w ćwierćfinale z Nigerią 1:2. Występował w meczach eliminacyjnych do Mistrzostw Świata 2006, jednak „Nieposkromione Lwy” nie zakwalifikowały się do tego turnieju.
W 2008 roku był podstawowym bramkarzem reprezentacji w Pucharze Narodów Afryki, z którą doszedł do finału turnieju (po drodze eliminując m.in. faworyta i gospodarza rozgrywek - Ghanę), w którym Kamerun uległ Egiptowi 0:1.